# البجوات
البجوات، مجموعة من المقابر الأثرية تقع في مدينة الخارجة بـمحافظة الوادي الجديد في مصر.

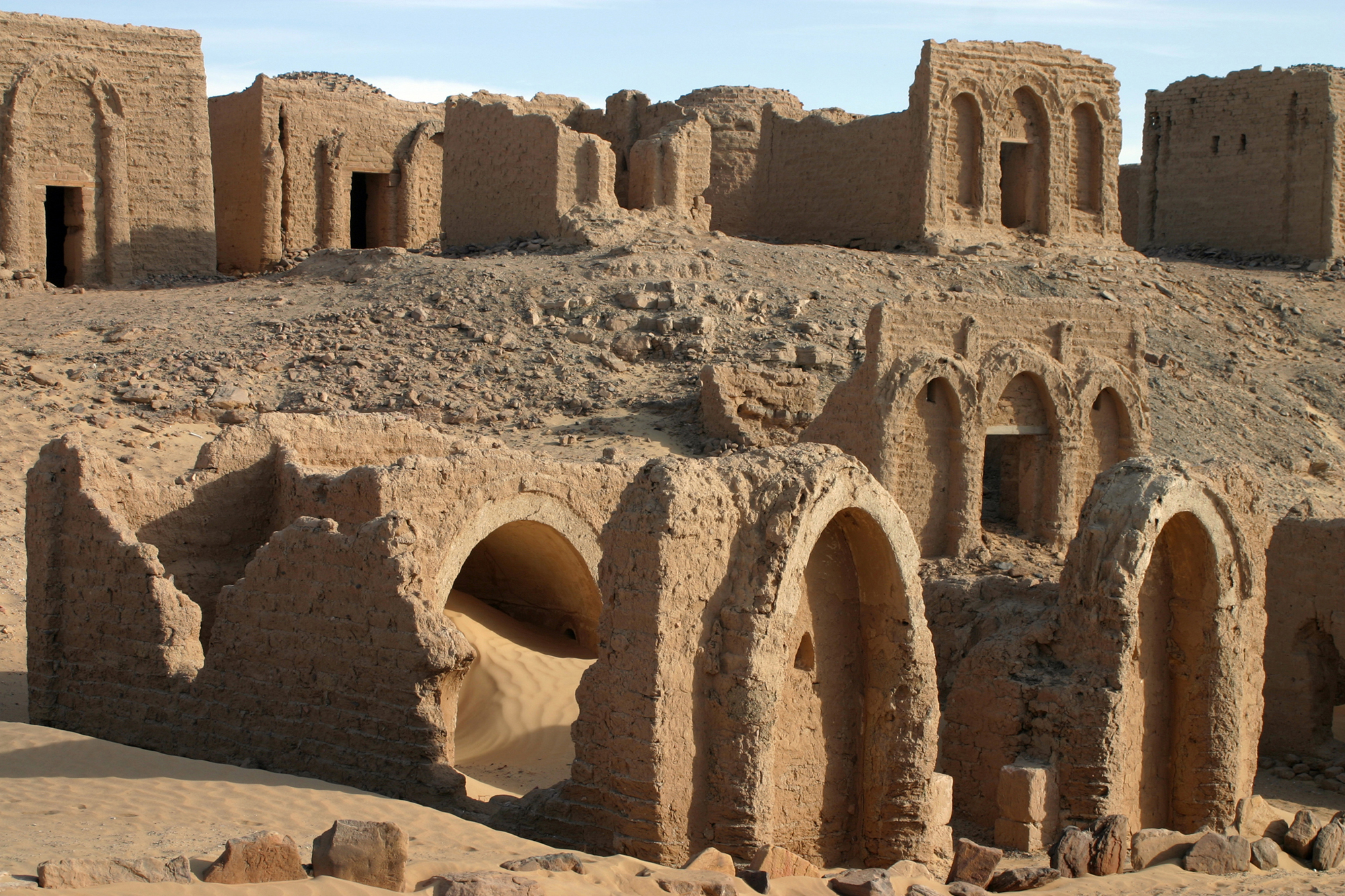
مقابر البجوات - بمدينة الخارجة

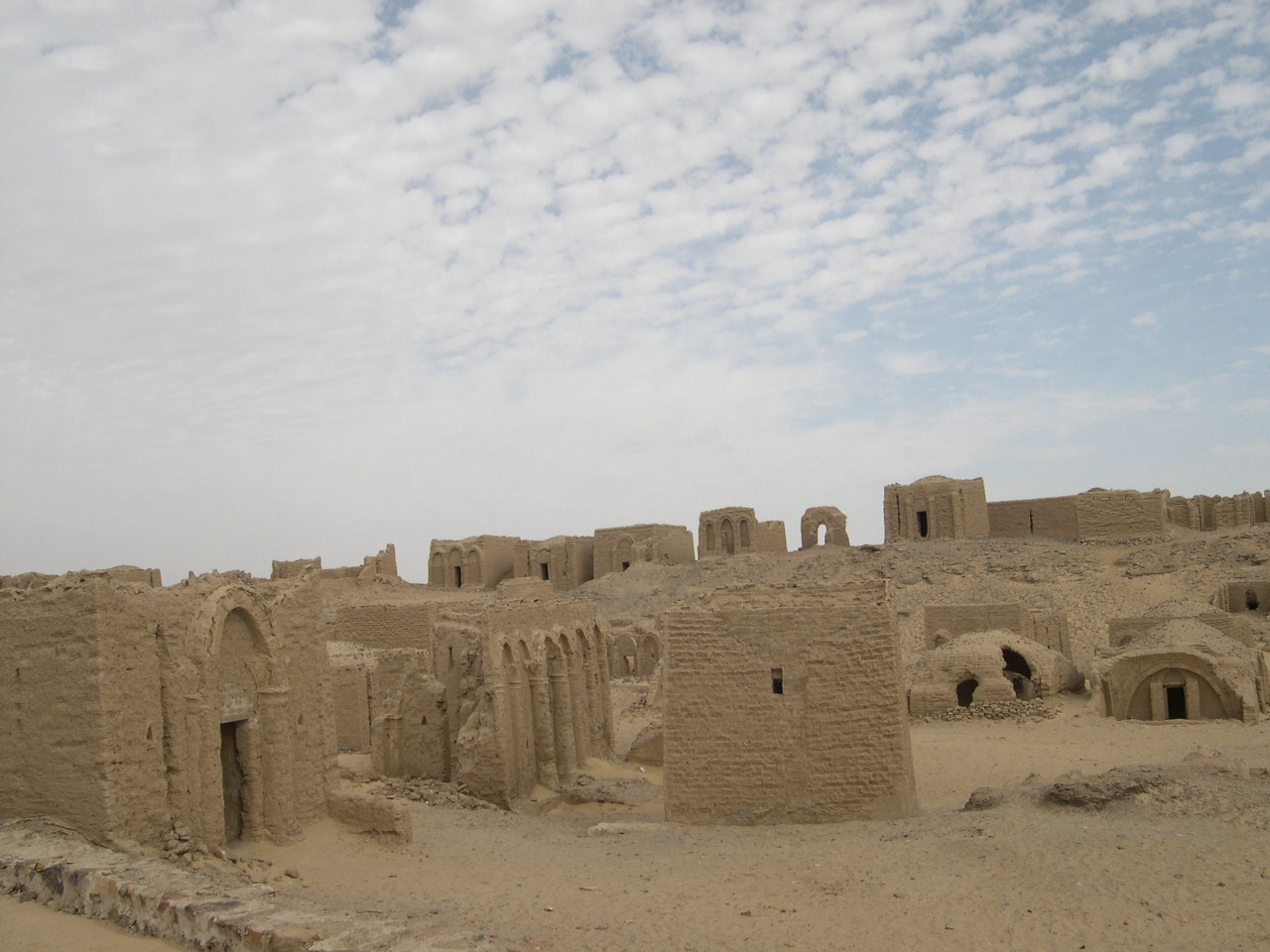

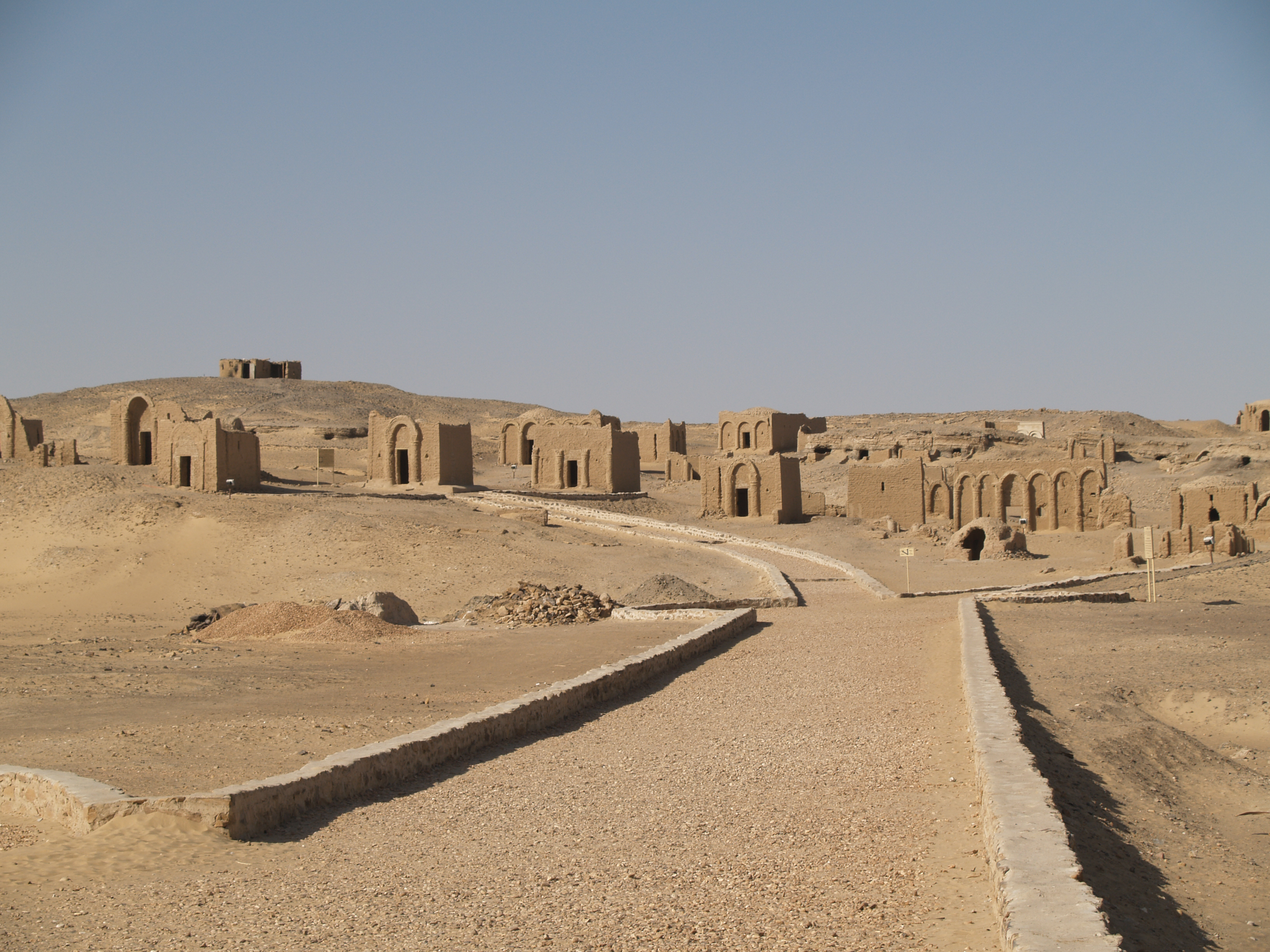

البجوات جبانة مسيحية يرجع تاريخها من القرن الثاني الميلادي إلى القرن السابع الميلادي، تقع خلف معبد هيبس، وكلمة «جبوات» هي نطق أهل الوادي لكلمة «قبوات» جمع «قبو» وذلك إشارة لأن كل مقابر الجبانة تعلوها قباب، وهي مبنية من الطوب اللبن، وتتمثل أهميتها البالغة في أنها ترجع لأوائل العصر المسيحي حيث فر أقباط مصر بدينهم خوفًا من الاضطهاد الروماني للمسيحية، واستقروا في الصحراء بعيدًا عن أيدي الأباطرة الرومان.
تشبه هذه الجبانة بشوارعها وهياكلها القائمة مدينة مهجورة، وتحتوى على 263 هيكلا اكثرها مزخرف من الخارج وقبابها مزينة بمناظر مختلفة من التوراة بالإضافة إلى المناظر المسيحية، وهذه المناظر تتميز بألوانها الزاهية المرسومة بطريقة الفريسكو – وهي خلط الأ لوان بالماء للرسم – وهي طريقة سريعة التآكل والاندثار، ومن هنا جاءت أهمية الجبانة التي استطاعت بمساعدة الجو الجاف للمنطقة الاستمرار والدوام طيلة هذه القرون، ويوجد في العشرات من هياكلها آلاف الكتابات باللغات الإغريقية واللاتينية والقبطية والعربية. ومن أهم العناصر الأثرية للبجوات: مزار السلام ومزار الخروج والكنيسة.
سمي «مزار السلام» بهذا الاسم لوجود رمز السلام مصور بقبة المزار، وهذا المزار هو أكثر المزارات شهرة لدى دارسي الفن ويطلق عليه لدى الباحثين الأوربيين اسم «مقبرة البيزنطية»، أما «مزار الخروج» فصور فيه قصة خروج بني إسرائيل من مصر يتعقبهم فرعون بجنوده، كما صورت بعض الرسوم الزاهية الألوان التي تمثل بعض القصص المقتبسة من كتاب العهد القديم مثل قصة نوح – – وقصة فداء إسماعيل وغيرها، يوجد بالجبانة مخربشات تتمثل في الكتا بات والخطوط التي سجلها زوار البجوات وتكثر هذه الظاهرة على جدران المقابر المزينة بالصور أو المكسوة بالملاط، ويبلغ مجموعها 63 مخربشة أكثرها مكتوب باللغة العربية وعددها 29 بينما المخربشات الإغريقية 19 والقبطية 12 وتبدأ الكتابات العربية منذ القرن التاسع الميلادي، وبجوار البجوات تم الكشف عن بقايا مساكن عين سعف التي كا نت المساكن الرئيسية للبجوات.
أما الكنيسة فتقع وسط الجبانة وتطل على بلدة الخارجه القديمة، وتتكون من ثلاثة أروقة، والراجح أن زمن بنائها يرجع إلى القرن الخامس الميلادي.